# Scipione Lancellotti
Scipione Lancellotti (Roma, dicembre 1527 – Roma, 2 giugno 1598) è stato un cardinale italiano.
Era figlio di Orazio Lancellotti, medico di papa Giulio II, e di Antonia Aragonia; fu zio, del cardinale Orazio Lancellotti, e del vescovo Giovanni Battista Lancellotti.

## Biografia
Si addottorò presso l'Università di Bologna in utroque iure. Giurista pontificio, assolse a numerose missioni presso i monarchi europei nel corso del concilio di Trento.
Nel 1565 fu nominato uditore presso la Sacra Rota.
Papa Gregorio XIII lo elevò al rango di cardinale nel concistoro del 12 dicembre 1583, con il titolo di cardinale presbitero di San Simeone profeta (titolo poi soppresso da papa Sisto V e sostituito con quello di Cardinale presbitero di San Salvatore in Lauro.
Morì il 2 giugno 1598 e la salma venne inumata nella cappella di San Francesco della basilica di San Giovanni in Laterano.

## Conclavi
Durante il suo periodo di cardinalato Scipione Lancellotti partecipò ai seguenti conclavi:
- conclave del 1585, che elesse papa Sisto V
- conclave del settembre 1590, che elesse papa Urbano VII
- conclave dell'ottobre-dicembre 1590, che elesse papa Gregorio XIV
- conclave del 1591, che elesse papa Innocenzo IX
- conclave del 1592, che elesse papa Clemente VIII